# Mota de Altarejos
Mota de Altarejos es un municipio y localidad española de la provincia de Cuenca, en la comunidad autónoma de Castilla-La Mancha. El término municipal tiene una población de 27 habitantes (INE 2024).

## Geografía
Integrado en la comarca de La Mancha Conquense, se sitúa a 35 km de la capital provincial. El término municipal está atravesado por la carretera N-420 entre los pK 399 y 403, además de por una carretera local que comunica con Altarejos. Tiene un área de 16,95 km² con una población de 27 habitantes (INE 2024) y una densidad de 2,06 hab./km².
El relieve del municipio es el propio de la transición entre la serranía conquense y La Mancha, caracterizado por cerros dispersos y altibajos del terreno por donde discurren arroyos tributarios del río Júcar, que hace de límite oriental con La Parra de las Vegas. La altitud oscila entre los 972 m al suroeste y los 820 m a orillas del Júcar. El pueblo se alza a 883 m sobre el nivel del mar.
| Noroeste: Altarejos                  | Norte: Fresneda de Altarejos    | Nordeste: Fresneda de Altarejos y La Parra de las Vegas     |
| Oeste: Altarejos                     |                                 | Este: La Parra de las Vegas                                 |
| Suroeste: San Lorenzo de la Parrilla | Sur: San Lorenzo de la Parrilla | Sureste: La Parra de las Vegas y San Lorenzo de la Parrilla |

## Historia
Hacia mediados del siglo XIX el lugar tenía contabilizada una población de 3705 habitantes. Aparece descrito en el decimoprimer volumen del Diccionario geográfico-estadístico-histórico de España y sus posesiones de Ultramar de Pascual Madoz de la siguiente manera:

MOTA DE ALTAREJOS: l. con ayunt. en la prov., dióc. y part. jud. de Cuenca (5 leg.), aud. terr. de Albacete (17), c. g. de Castilla la Nueva (Madrid 24). sit. en la falda de una colina y próximo á un arroyo que le baña por el S.; el clima es frio combatido por el viento N. y propenso á tercianas y dolores de costado. Consta de 43 casas de pobre construccion y separadas unas de otras, formando calles irregulares; hay un pósito, pero con pocos fondos; varias fuentes de escelente agua, de donde se surte el vecindario; la igl. parr. es aneja de Altarejos, y está servida por un teniente, su advocacion es San Lorenzo, patron del pueblo. Confina el térm. por N. Fresneda; E. La Parra y el r. Jucar; S. Parrilla, y O. Altarejos: la cabida de su terreno labrantio es de 210 obradas, muy flojo y poco productivo, á escepcion de 38 fan. que hay de primera clase, lo restante de segunda y tercera; le riega el mencionado arroyo, sobre el cual hay un puente de un arco de 3 varas de altura: los caminos son de herradura y muy quebrados. prod.: trigo, centeno, patatas y algun vino; se cria ganado lanar, cabrio y algun vacuno; caza de liebres, conejos y perdices, y animales dañinos, como lobos, zorras y gatos monteses. ind.: la agrícola y la venta de leña. comercio: la esportacion de algun trigo, aunque en corta cantidad, para Cuenca. pobl.: 37 vec., 149 alm. cap. prod.: 371,100 rs. imp.: 18,755. El presupuesto municipal se cubre con los prod. de sus propios.
(Madoz, 1848, p. 624)

## Demografía
Mota de Altarejos cuenta con una población de 27 habitantes (INE 2024).
| Gráfica de evolución demográfica de Mota de Altarejos entre 1842 y 2021                                             |
| |
| Población de derecho según los censos de población del INE Población de hecho según los censos de población del INE |